# Expédition de Taïwan de 1874
Pour l'expédition américaine de 1867, voir Expédition de Formose. Pour l'expédition française de 1885, voir Campagne des Pescadores (1885).
Notes
- 531 soldats japonais seraient morts durant l'expédition et l'occupation.

Conflits impliquant Formose au XIXe siècle
Batailles
- Incident du Rover (1867)
- Expédition américaine (1867)
- Incident de Mudan (1871)
- Expédition japonaise (1874)
- Campagne des Pescadores (1885)
- Campagne des Pescadores (1895)
- Invasion japonaise (1895)

L'expédition de Taïwan de 1874 (台湾出兵, Taiwan Shuppei), habituellement désignée à Taïwan et en Chine continentale sous le nom d'incident de Mudan (chinois : 牡丹社事件), est une expédition punitive lancée par les Japonais, à la suite du meurtres de 54 marins du royaume de Ryūkyū, par des aborigènes Paiwan au Sud-Ouest de Taïwan en décembre 1871. Le succès de cette expédition, qui est le second déploiement outre-mer, après celui du royaume de Ryūkyū, de l'Armée impériale japonaise et de la Marine impériale japonaise, montre la fragilité de l'emprise de la dynastie Qing sur Taïwan et encourage l'aventurisme japonais. Diplomatiquement, l'implication entre le Japon et la Chine en 1874 est résolue par un arbitrage britannique qui confirme la souveraineté japonaise sur les Îles Ryūkyū, contestées en 1879.

## Contexte
En décembre 1871, un navire du royaume de Ryūkyū coule près de la pointe méridionale de Taïwan. Cinquante-quatre membres de son équipage de 66 hommes sont décapités par les aborigènes Paiwan. Les 12 autres sont secourus par des chinois Han et amenés à Tainan dans le sud de Taïwan. Les fonctionnaires chinois locaux les transfèrent dans la province du Fujian en Chine continentale. Là, le gouvernement des Qing se charge de les renvoyer chez eux.

### Diplomatie
Quand le Japon demande une indemnisation aux Qing de Chine, la Cour rejette la demande, arguant que les aborigènes de Taïwan sont « insoumis » (chinois traditionnel : 台灣生番 ; chinois simplifié : 台湾生番 ; pinyin : Táiwān shēngfān) et donc en dehors de sa juridiction. Cette renonciation ouverte de la souveraineté provoque l'expédition de Taïwan de 1874 par les Japonais.
Le gouvernement de Meiji du Japon exige que le gouvernement chinois punisse les meneurs des aborigènes de Taïwan responsables des meurtres des membres d'équipage. Le ministre des Affaires étrangères japonais Taneomi Soejima se rend à Pékin et est reçu en audience auprès de l'empereur Qing Tongzhi (en soi un triomphe diplomatique) ; cependant, sa demande d'indemnisation est rejetée une première fois, la Chine considérant qu'il s'agit d'une affaire interne puisque Taïwan fait partie de la province chinoise du Fujian et que le royaume de Ryūkyū a un rapport de vassal avec la Chine. Quand Taneomi Soejima déclare que quatre des victimes venaient de la préfecture d'Oda, actuelle préfecture d'Okayama sur Honshū, île principale du Japon et exige de nouveau des dédommagements, les fonctionnaires chinois refusent, car la plupart des aborigènes taïwanais sont hors de contrôle des autorités chinoises, et sont ainsi exempts de poursuites judiciaires. Charles Le Gendre, le conseiller militaire des États-Unis au gouvernement japonais, ainsi que Gustave Émile Boissonade, conseiller juridique, demandent instamment que le Japon prenne les choses en mains.

## Expédition

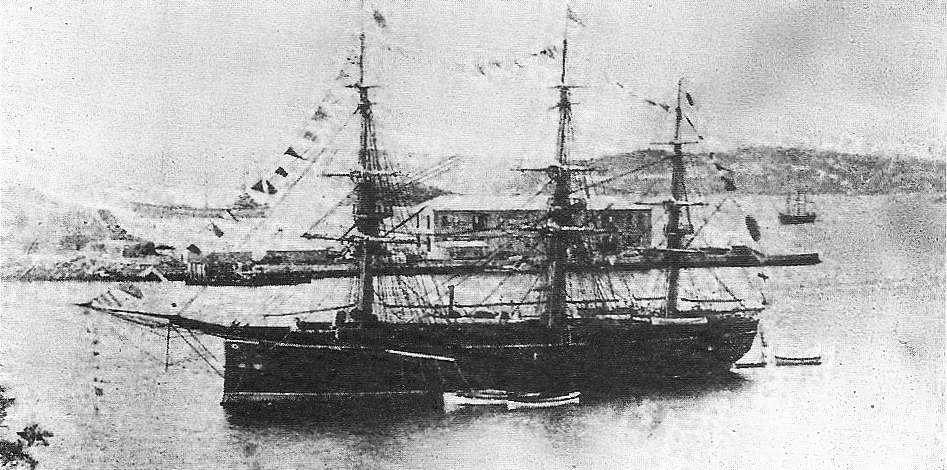
Le Ryūjō fut le navire amiral de l'expédition de Taïwan.

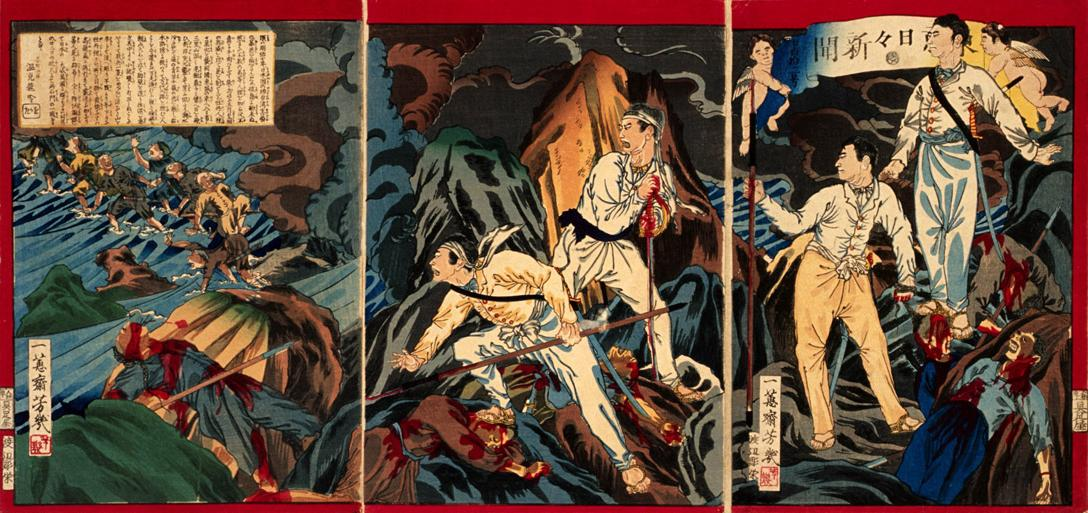
La bataille de la Porte de Pierre, contre les aborigènes « Botan », est l'affrontement le plus important de l'expédition.

Le gouvernement japonais envoie alors une expédition de 3 600 soldats menés par Yorimitchi Saigo en mai 1874. Les Japonais remportent une victoire décisive à la bataille de la Porte de Pierre le 22 mai. Trente membres de la tribu des Paiwan sont tués ou mortellement blessés pendant cette bataille, et un nombre considérable est blessé plus légèrement. Les Japonais comptent 6 tués et 30 blessés.  
En novembre 1874, les forces japonaises se retirent de Taïwan après que le gouvernement des Qing leur a accordé une indemnité de 500 000 taels Kuping. Harry Parkes, le représentant britannique au Japon, caractérise cette transaction comme une « volonté de la Chine de payer pour ne pas être envahie ».

## Conséquences
En 1875, les autorités Qing essaient sans succès de soumettre la région côtière du sud-est de Taïwan, expédiant une troupe de 300 soldats contre les Paiwan. Les troupes chinoises tombent dans un guet-apens conduit par les aborigènes. 250 soldats chinois furent tués, et les 50 autres se replient à Takow (Kaohsiung).
Bien que lancée en apparence pour punir les membres des tribus locales pour le meurtre des 54 marins, l'expédition punitive de 1874 à Taïwan atteint un certain nombre d'objectifs du récent gouvernement de Meiji. La souveraineté des Îles Ryūkyū est disputée entre la Chine et le Japon, l'expédition démontre que la Chine n'a pas un contrôle effectif de Taïwan, et encore moins des Îles Ryūkyū, et le Japon affirme parler au nom des insulaires de ces îles. En 1879, ce conflit pour la souveraineté est résolu par un arbitrage britannique, et la souveraineté japonaise est confirmée. Les aborigènes qui se sont rendus reçoivent des drapeaux japonais qu'ils élèvent au-dessus de leurs villages comme symbole de paix avec le Japon et de protection contre les tribus rivales ; cependant, les Japonais les voient comme un symbole de domination sur les aborigènes. L'expédition sert également de répétition à une future invasion japonaise de Taïwan. L'île est déjà vue comme une potentielle colonie japonaise par quelques cercles au Japon.
L'action apaise également ceux dans le gouvernement de Meiji qui demandent une politique extérieure plus agressive, et qui sont exaspérés par le refus du gouvernement d'attaquer la Corée en 1873. Il est significatif que l'expédition ait eu lieu peu de temps après la rébellion de Saga, menée par Yorimitchi Saigo (jeune frère de Takamori Saigō) et ait été composée en grande partie d'anciens samouraïs de Satsuma et de Saga.
Plus généralement, l'incursion japonaise à Taïwan en 1874 et la faible réaction chinoise sont une révélation flagrante de la faiblesse de la Chine, à cette époque, envahie par ce qui deviendra l'alliance des huit nations, ayant signé des traités inégaux avec ceux-ci et une invitation à d'autres étrangers de débarquer à Taïwan. Le succès de l'incursion japonaise  fait partie des facteurs influençant la décision française d'envahir Taïwan en octobre 1884, pendant la guerre franco-chinoise.
La Cour des Qing essaie tardivement de renforcer son emprise sur Taïwan, et le commissaire impérial chinois Shen Baozhen apporte quelques améliorations aux défenses côtières de l'île pendant la deuxième moitié des années 1870. D'autres améliorations sont réalisées par le gouverneur chinois Liu Mingchuan pendant les années 1880, à la suite de la capture française de Keelung pendant la guerre franco-chinoise. Cependant, peu d'efforts sont faits pour améliorer la qualité moindre de la garnison Qing de Taïwan et les Français en 1884 et les Japonais en 1895 peuvent débarquer avec succès sur l'île.